# Đinh Phế Đế
Đinh Phế Đế (chữ Hán: 丁廢帝 974 – 1001) hay Đinh Thiếu Đế (chữ Hán: 丁少帝), còn gọi là Đinh Đế Toàn, là vị hoàng đế thứ hai và cũng là vị hoàng đế cuối cùng của triều đại nhà Đinh trong lịch sử Việt Nam. Vua trị vì được 8 tháng thì thái hậu Dương Vân Nga nhường ngôi cho Lê Hoàn lập ra nhà nhà Tiền Lê. Từ đó Đinh Toàn trở thành Vệ vương trong kinh thành Hoa Lư suốt 20 năm rồi hy sinh khi đi dẹp loạn ở tuổi 27.

## Lên ngôi
Đinh Phế Đế tên húy là Đinh Toàn (丁璿) hoặc Đinh Tuệ (丁穗), sinh năm Giáp Tuất (974). Ông là con trai thứ của Đinh Bộ Lĩnh (Đinh Tiên Hoàng), còn mẹ đẻ là Hoàng hậu họ Dương. Đinh Bộ Lĩnh có ba con trai: Đinh Liễn, Đinh Toàn và Đinh Hạng Lang. Vì Đinh Bộ Lĩnh lập Hạng Lang làm Thái tử nên con cả là Nam Việt Vương Đinh Liễn tức giận đã sai người giết chết Hạng Lang. Năm 979, Đinh Bộ Lĩnh và Đinh Liễn bị một viên quan là Đỗ Thích giết hại, Đinh Toàn lên ngôi.
Đinh Toàn lên ngôi khi mới 6 tuổi. Thập đạo tướng quân Lê Hoàn làm nhiếp chính. Đinh Điền và Nguyễn Bặc thấy quyền lực tập trung vào Lê Hoàn, lại nghi rằng Lê Hoàn tư thông với Thái hậu Dương Vân Nga, nên cử binh đến đánh nhưng bị Lê Hoàn dẹp tan. Phò mã nhà Đinh là Ngô Nhật Khánh bỏ trốn vào nam, cùng vua Chăm Pa với hơn nghìn chiến thuyền định đến đánh kinh đô Hoa Lư nhưng bị bão dìm chết.
Năm 980, vua Bắc Tống là Tống Thái Tông bên Trung Quốc nghe tin Đinh Tiên Hoàng mất, cử binh sang đánh Đại Cồ Việt. Thái hậu Dương Vân Nga cùng triều đình tôn Lê Hoàn lên làm vua, lập nên nhà Tiền Lê. Với hai trận đánh lớn Bạch Đằng và Chi Lăng, Lê Hoàn đánh bại quân Tống.

## Hy sinh ở chiến trường
Đinh Toàn làm vua được 8 tháng, sau trở thành Vệ vương có mặt trong triều đình Tiền Lê 20 năm. Năm Tân Sửu 1001, trong dịp cùng vua Lê Đại Hành (tức Lê Hoàn) đi dẹp loạn Cử Long thuộc vùng Cầm Thủy, Thanh Hóa, Đinh Toàn bị trúng tên, mất năm 27 tuổi.
Khâm định Việt sử Thông giám cương mục chính biên quyển thứ 1 ghi về cái chết của Đinh Toàn:
Nhà vua [Lê Hoàn] đi đánh Cử Long, Vệ vương Toàn theo đi. Bấy giờ quân giặc thấy nhà vua, chúng giương cung, chĩa tên, toan bắn, chiếc tên rơi xuống; chúng lại giương cung, dây cung đứt. Chúng sợ, rút lui. Nhà vua đi thuyền ven sông đuổi theo. Quân giặc ở hai bên bờ đánh khép lại. Quan quân bị hãm ở sông. Vệ vương Toàn trúng phải mũi tên bay, mất tại trận. Nhà vua kêu trời ba tiếng, rồi thân ra đốc chiến: quân giặc thua.
Lời phê - Lê Hoàn lợi dụng cơ hội, đã cướp lấy nước người ta, lại không khéo đối đãi chúa cũ, đẩy vào chỗ chết, thế nào mà Toàn chẳng đến tử vong? Còn việc cất tiếng kêu trời, gieo mình xuống đất, chỉ là một ngón giả trá. Thật khó che đậy được công luận nghìn thu".
Đinh Đế Toàn được thờ cùng với vua cha Đinh Tiên Hoàng và các anh em trai trong hậu cung đền Vua Đinh Tiên Hoàng tại khu di tích Cố đô Hoa Lư, tỉnh Ninh Bình.

## Tên gọi
Khâm định Việt sử Thông giám cương mục chính biên quyển thứ 1 ghi:
"Phép chép thẳng tên húy như thế là vì thấy không có tên thụy. Đó là lệ ngoại của Cương mục. Thế mà Sử cũ của ta, đối với Đinh Toàn chép là "Phế đế", nay xin sửa lại, chép là Đế Toàn, cho hợp ý nghĩa và thể lệ trong sử Cương mục trên".

## Trong văn hoá đại chúng
| Năm  | Tác Phẩm                                | Diễn viên   |
| 2011 | Lý Công Uẩn: Đường tới thành Thăng Long | Đỗ Nhật Nam |